# Skisprung-Weltcup 2012/13
Der Skisprung-Weltcup 2012/13 war die wichtigste vom Weltskiverband FIS ausgetragene Wettkampfserie im Skispringen. Zwischen dem 23. November 2012 und dem 24. März 2013 fanden Wettbewerbe in Europa und Asien statt.

## Herren
Wie im Vorjahr kämpften Gregor Schlierenzauer und Anders Bardal um den Sieg im Gesamtweltcup, wobei sich Schlierenzauer diesmal mit deutlichem Vorsprung durchsetzte. Den dritten Platz in der Gesamtwertung belegte Kamil Stoch.

### Weltcup-Übersicht
| Datum                                                                               | Austragungsort           | Schanze                            | Bemerkung                | Sieger                                                                       | Zweiter                                                                           | Dritter                                                                      |
| ----------------------------------------------------------------------------------- | ------------------------ | ---------------------------------- | ------------------------ | ---------------------------------------------------------------------------- | --------------------------------------------------------------------------------- | ---------------------------------------------------------------------------- |
| 24.11.2012                                                                          | Lillehammer              | Lysgårdsbakken HS100               |                          | Severin Freund                                                               | Thomas Morgenstern                                                                | Anders Bardal                                                                |
| 25.11.2012                                                                          | Lillehammer              | Lysgårdsbakken HS138               |                          | Gregor Schlierenzauer                                                        | Anders Fannemel                                                                   | Thomas Morgenstern                                                           |
| 30.11.2012                                                                          | Kuusamo                  | Rukatunturi-Schanze HS142          | Team                     | DeutschlandAndreas Wellinger Michael Neumayer Richard Freitag Severin Freund | ÖsterreichWolfgang Loitzl Manuel Fettner Gregor Schlierenzauer Thomas Morgenstern | SlowenienRobert Kranjec Jurij Tepeš Jaka Hvala Peter Prevc                   |
| 01.12.2012                                                                          | Kuusamo                  | Rukatunturi-Schanze HS142          |                          | Severin Freund                                                               | Dmitri Wassiljew                                                                  | Simon Ammann                                                                 |
| 08.12.2012                                                                          | Sotschi                  | RusSki Gorki HS106                 |                          | Gregor Schlierenzauer                                                        | Severin Freund                                                                    | Andreas Kofler                                                               |
| 09.12.2012                                                                          | Sotschi                  | RusSki Gorki HS106                 |                          | Andreas Kofler                                                               | Richard Freitag                                                                   | Andreas Wellinger                                                            |
| 15.12.2012                                                                          | Engelberg                | Gross-Titlis-Schanze HS137         |                          | Andreas Kofler                                                               | Kamil Stoch                                                                       | Gregor Schlierenzauer                                                        |
| 16.12.2012                                                                          | Engelberg                | Gross-Titlis-Schanze HS137         |                          | Gregor Schlierenzauer                                                        | Andreas Kofler Andreas Wellinger                                                  |                                                                              |
| 61. Vierschanzentournee                                                             |                          |                                    |                          |                                                                              |                                                                                   |                                                                              |
| 30.12.2012                                                                          | Oberstdorf               | Schattenbergschanze HS137          |                          | Anders Jacobsen                                                              | Gregor Schlierenzauer                                                             | Severin Freund                                                               |
| 01.01.2013                                                                          | Garmisch-Partenkirchen   | Große Olympiaschanze HS140         |                          | Anders Jacobsen                                                              | Gregor Schlierenzauer                                                             | Anders Bardal                                                                |
| 04.01.2013                                                                          | Innsbruck                | Bergiselschanze HS130              |                          | Gregor Schlierenzauer                                                        | Kamil Stoch                                                                       | Anders Bardal                                                                |
| 06.01.2013                                                                          | Bischofshofen            | Paul-Außerleitner-Schanze HS140    |                          | Gregor Schlierenzauer                                                        | Anders Jacobsen                                                                   | Stefan Kraft                                                                 |
| Tournee-Gesamtwertung:                                                              | Tournee-Gesamtwertung:   | Tournee-Gesamtwertung:             | Tournee-Gesamtwertung:   | Gregor Schlierenzauer                                                        | Anders Jacobsen                                                                   | Tom Hilde                                                                    |
| 09.01.2013                                                                          | Wisła                    | Malinka HS134                      |                          | Anders Bardal                                                                | Richard Freitag                                                                   | Rune Velta                                                                   |
| 11.01.2013                                                                          | Zakopane                 | Wielka Krokiew HS134               | Team                     | SlowenienJurij Tepeš Robert Kranjec Jaka Hvala Peter Prevc                   | PolenPiotr Żyła Maciej Kot Krzysztof Miętus Kamil Stoch                           | ÖsterreichWolfgang Loitzl Andreas Kofler Thomas Morgenstern Stefan Kraft     |
| 12.01.2013                                                                          | Zakopane                 | Wielka Krokiew HS134               |                          | Anders Jacobsen                                                              | Anders Bardal                                                                     | Kamil Stoch                                                                  |
| 19.01.2013                                                                          | Sapporo                  | Ōkurayama-Schanze HS134            |                          | Jan Matura                                                                   | Tom Hilde                                                                         | Robert Kranjec                                                               |
| 20.01.2013                                                                          | Sapporo                  | Ōkurayama-Schanze HS134            |                          | Jan Matura                                                                   | Robert Kranjec                                                                    | Andreas Wank                                                                 |
| 26.01.2013                                                                          | Vikersund                | Vikersundbakken HS225              | Skifliegen               | Gregor Schlierenzauer                                                        | Simon Ammann                                                                      | Robert Kranjec                                                               |
| 27.01.2013                                                                          | Vikersund                | Vikersundbakken HS225              | Skifliegen               | Robert Kranjec                                                               | Michael Neumayer                                                                  | Gregor Schlierenzauer                                                        |
| 02.02.2013                                                                          | Harrachov                | Čerťák-Skiflugschanze HS205        | Skifliegen               | Wettkampf abgesagt (starker Wind)                                            | Wettkampf abgesagt (starker Wind)                                                 | Wettkampf abgesagt (starker Wind)                                            |
| 03.02.2013                                                                          | Harrachov                | Čerťák-Skiflugschanze HS205        | Skifliegen 1             | Gregor Schlierenzauer                                                        | Robert Kranjec                                                                    | Jan Matura                                                                   |
| 03.02.2013                                                                          | Harrachov                | Čerťák-Skiflugschanze HS205        | Skifliegen 2             | Gregor Schlierenzauer                                                        | Jan Matura                                                                        | Jurij Tepeš                                                                  |
| 5. FIS-Team-Tour 2013                                                               |                          |                                    |                          |                                                                              |                                                                                   |                                                                              |
| 09.02.2013                                                                          | Willingen                | Mühlenkopfschanze HS145            | Team                     | SlowenienJurij Tepeš Jaka Hvala Peter Prevc Robert Kranjec                   | NorwegenRune Velta Tom Hilde Anders Bardal Anders Jacobsen                        | DeutschlandMichael Neumayer Richard Freitag Andreas Wellinger Severin Freund |
| 10.02.2013                                                                          | Willingen                | Mühlenkopfschanze HS145            |                          | Wettkampf abgesagt (starker Wind)                                            | Wettkampf abgesagt (starker Wind)                                                 | Wettkampf abgesagt (starker Wind)                                            |
| 13.02.2013                                                                          | Klingenthal              | Vogtland Arena HS140               |                          | Jaka Hvala                                                                   | Taku Takeuchi                                                                     | Gregor Schlierenzauer                                                        |
| 16.02.2013                                                                          | Oberstdorf               | Heini-Klopfer-Skiflugschanze HS213 | Skifliegen               | Richard Freitag                                                              | Andreas Stjernen                                                                  | Gregor Schlierenzauer                                                        |
| 17.02.2013                                                                          | Oberstdorf               | Heini-Klopfer-Skiflugschanze HS213 | Skifliegen Team          | NorwegenAnders Jacobsen Tom Hilde Anders Bardal Andreas Stjernen             | ÖsterreichStefan Kraft Wolfgang Loitzl Martin Koch Gregor Schlierenzauer          | SlowenienJurij Tepeš Robert Kranjec Jaka Hvala Peter Prevc                   |
| Team-Tour-Gesamtwertung:                                                            | Team-Tour-Gesamtwertung: | Team-Tour-Gesamtwertung:           | Team-Tour-Gesamtwertung: | Norwegen                                                                     | Slowenien                                                                         | Österreich                                                                   |
| 20. Februar bis 3. März 2013 Nordische Skiweltmeisterschaften 2013 im Val di Fiemme |                          |                                    |                          |                                                                              |                                                                                   |                                                                              |
| 09.03.2013                                                                          | Lahti                    | Salpausselkä-Schanze HS130         | Team                     | DeutschlandAndreas Wank Michael Neumayer Severin Freund Richard Freitag      | NorwegenRune Velta Andreas Stjernen Anders Jacobsen Anders Bardal                 | PolenMaciej Kot Piotr Żyła Krzysztof Miętus Kamil Stoch                      |
| 10.03.2013                                                                          | Lahti                    | Salpausselkä-Schanze HS130         |                          | Richard Freitag                                                              | Anders Bardal                                                                     | Severin Freund Anders Jacobsen                                               |
| 12.03.2013                                                                          | Kuopio                   | Puijo-Schanze HS127                |                          | Kamil Stoch                                                                  | Daiki Itō                                                                         | Severin Freund                                                               |
| 15.03.2013                                                                          | Trondheim                | Granåsen HS140                     |                          | Kamil Stoch                                                                  | Richard Freitag                                                                   | Daiki Itō                                                                    |
| 17.03.2013                                                                          | Oslo                     | Holmenkollbakken HS134             |                          | Piotr Żyła Gregor Schlierenzauer                                             |                                                                                   | Robert Kranjec                                                               |
| 22.03.2013                                                                          | Planica                  | Letalnica bratov Gorišek HS215     | Skifliegen               | Gregor Schlierenzauer                                                        | Peter Prevc                                                                       | Piotr Żyła                                                                   |
| 23.03.2013                                                                          | Planica                  | Letalnica bratov Gorišek HS215     | Skifliegen Team          | SlowenienJurij Tepeš Peter Prevc Andraž Pograjc Robert Kranjec               | NorwegenRune Velta Kim René Elverum Sorsell Anders Bardal Andreas Stjernen        | ÖsterreichWolfgang Loitzl Stefan Kraft Martin Koch Gregor Schlierenzauer     |
| 24.03.2013                                                                          | Planica                  | Letalnica bratov Gorišek HS215     | Skifliegen               | Jurij Tepeš                                                                  | Rune Velta                                                                        | Peter Prevc                                                                  |

### Wertungen
| Rang | Name                  | Punkte |
| ---- | --------------------- | ------ |
| 01.  | Gregor Schlierenzauer | 1620   |
| 02.  | Anders Bardal         | 0999   |
| 03.  | Kamil Stoch           | 0953   |
| 04.  | Severin Freund        | 0923   |
| 05.  | Anders Jacobsen       | 0878   |
| 06.  | Robert Kranjec        | 0802   |
| 07.  | Peter Prevc           | 0744   |
| 08.  | Richard Freitag       | 0736   |
| 09.  | Michael Neumayer      | 0678   |
| 10.  | Jan Matura            | 0631   |
| 11.  | Tom Hilde             | 0618   |
| 12.  | Wolfgang Loitzl       | 0592   |
| 13.  | Jurij Tepeš           | 0571   |
| 14.  | Simon Ammann          | 0553   |
| 15.  | Piotr Żyła            | 0485   |
| 16.  | Jaka Hvala            | 0480   |
| 17.  | Andreas Kofler        | 0473   |
| 18.  | Maciej Kot            | 0460   |
| 19.  | Andreas Stjernen      | 0418   |
| 20.  | Andreas Wellinger     | 0393   |
| 21.  | Taku Takeuchi         | 0381   |
| 22.  | Dimitri Wassiliew     | 0372   |
| 23.  | Rune Velta            | 0337   |
| 24.  | Noriaki Kasai         | 0328   |
| 25.  | Thomas Morgenstern    | 0312   |
| 26.  | Daiki Itō             | 0298   |
|      | Anders Fannemel       | 0298   |

| Rang | Name                     | Punkte |
| ---- | ------------------------ | ------ |
| 28.  | Andreas Wank             | 0287   |
| 29.  | Martin Koch              | 0219   |
| 30.  | Manuel Fettner           | 0211   |
| 31.  | Stefan Kraft             | 0202   |
| 32.  | Denis Kornilow           | 0190   |
| 33.  | Wladimir Sografski       | 0183   |
| 34.  | Michael Hayböck          | 0163   |
| 35.  | Lukáš Hlava              | 0159   |
| 36.  | Dawid Kubacki            | 0142   |
| 37.  | Sebastian Colloredo      | 0111   |
| 38.  | Krzysztof Miętus         | 0103   |
| 39.  | Martin Schmitt           | 0098   |
| 40.  | Reruhi Shimizu           | 0094   |
| 41.  | Karl Geiger              | 0086   |
| 42.  | Vincent Descombes Sevoie | 0085   |
| 43.  | Maximilian Mechler       | 0066   |
| 44.  | Gregor Deschwanden       | 0058   |
| 45.  | Antonín Hájek            | 0056   |
| 46.  | Lauri Asikainen          | 0050   |
| 47.  | Čestmír Kožíšek          | 0046   |
| 48.  | Matjaž Pungertar         | 0045   |
| 49.  | Kaarel Nurmsalu          | 0040   |
|      | Roman Koudelka           | 0040   |
| 51.  | Danny Queck              | 0037   |
| 52.  | Ilja Rosljakow           | 0031   |
| 53.  | Yūta Watase              | 0030   |
| 54.  | Stefan Hula              | 0028   |

| Rang | Name                     | Punkte |
| ---- | ------------------------ | ------ |
| 55.  | MacKenzie Boyd-Clowes    | 0027   |
| 56.  | Kim René Elverum Sorsell | 0025   |
| 57.  | Andraž Pograjc           | 0022   |
| 58.  | Peter Frenette           | 0021   |
|      | Olli Muotka              | 0021   |
| 60.  | Junshirō Kobayashi       | 0017   |
| 61.  | Alexei Romaschow         | 0014   |
| 62.  | Jakub Janda              | 0013   |
| 63.  | Marinus Kraus            | 0012   |
|      | Andrea Morassi           | 0012   |
| 65.  | Jan Ziobro               | 0011   |
| 66.  | Vegard Swensen           | 0009   |
|      | Janne Happonen           | 0009   |
| 68.  | Felix Schoft             | 0008   |
|      | Aleksander Zniszczoł     | 0008   |
|      | Fredrik Bjerkeengen      | 0008   |
|      | Ole Marius Ingvaldsen    | 0008   |
|      | Kento Sakuyama           | 0008   |
| 73.  | Ville Larinto            | 0007   |
|      | Lukas Müller             | 0007   |
| 75.  | Klemens Murańka          | 0006   |
| 76.  | Davide Bresadola         | 0005   |
| 77.  | Atle Pedersen Rønsen     | 0004   |
| 78.  | Simen Grimsrud           | 0003   |
| 79.  | Hiroaki Watanabe         | 0002   |
|      | Anton Kalinitschenko     | 0002   |
| 81.  | Krzysztof Biegun         | 0001   |

| Rang | Name                  | Punkte |
| ---- | --------------------- | ------ |
| 01.  | Gregor Schlierenzauer | 544    |
| 02.  | Robert Kranjec        | 407    |
| 03.  | Andreas Stjernen      | 313    |
| 04.  | Jurij Tepeš           | 303    |
| 05.  | Peter Prevc           | 296    |
| 06.  | Jan Matura            | 236    |
| 07.  | Michael Neumayer      | 218    |
| 08.  | Piotr Żyła            | 200    |
| 09.  | Kamil Stoch           | 198    |
| 10.  | Simon Ammann          | 194    |
| 11.  | Wolfgang Loitzl       | 159    |
| 12.  | Severin Freund        | 142    |
| 13.  | Richard Freitag       | 135    |
| 14.  | Rune Velta            | 129    |
| 15.  | Martin Koch           | 126    |
| 16.  | Maciej Kot            | 108    |

| Rang | Land               | Punkte |
| ---- | ------------------ | ------ |
| 01.  | Norwegen           | 5605   |
| 02.  | Österreich         | 5599   |
| 03.  | Deutschland        | 5199   |
| 04.  | Slowenien          | 4664   |
| 05.  | Polen              | 3447   |
| 06.  | Japan              | 2183   |
| 07.  | Tschechien         | 1770   |
| 08.  | Russland           | 0959   |
| 09.  | Schweiz            | 0636   |
| 10.  | Italien            | 0378   |
| 11.  | Finnland           | 0287   |
| 12.  | Bulgarien          | 0183   |
| 13.  | Vereinigte Staaten | 0121   |
| 14.  | Frankreich         | 0085   |
| 15.  | Estland            | 0040   |
| 16.  | Kanada             | 0027   |

### Karriereenden
Während der Saison:
- Emmanuel Chedal[1]
- Stephan Hocke[2]

Nach der Saison:
- Mario Innauer[3]

## Damen
In der zweiten Auflage des Skisprungweltcups der Damen setzte sich Sara Takanashi gegen die Premierensiegerin Sarah Hendrickson durch. Auch Coline Mattel, Jacqueline Seifriedsberger und Anette Sagen, die in dieser Reihenfolge die Plätze drei bis fünf im Gesamtweltcup belegten, sowie Daniela Iraschko waren siegreich.

### Weltcup-Übersicht
| Datum                                                                               | Austragungsort | Schanze                     | Bemerkung | Siegerin                                | Zweite                                  | Dritte                                      |
| ----------------------------------------------------------------------------------- | -------------- | --------------------------- | --------- | --------------------------------------- | --------------------------------------- | ------------------------------------------- |
| 24.11.2012                                                                          | Lillehammer    | Lysgårdsbakken HS100        |           | Sara Takanashi                          | Sarah Hendrickson                       | Anette Sagen                                |
| 08.12.2012                                                                          | Sotschi        | RusSki Gorki HS106          |           | Sarah Hendrickson                       | Sara Takanashi                          | Anette Sagen                                |
| 09.12.2012                                                                          | Sotschi        | RusSki Gorki HS106          |           | Daniela Iraschko Coline Mattel          |                                         | Sara Takanashi                              |
| 14.12.2012                                                                          | Ramsau         | W90-Mattensprunganlage HS98 |           | Sara Takanashi                          | Coline Mattel                           | Daniela Iraschko                            |
| 05.01.2013                                                                          | Schonach       | Langenwaldschanze HS106     |           | Sara Takanashi                          | Evelyn Insam                            | Daniela Iraschko Jacqueline Seifriedsberger |
| 06.01.2013                                                                          | Schonach       | Langenwaldschanze HS106     |           | Anette Sagen                            | Daniela Iraschko                        | Coline Mattel                               |
| 12.01.2013                                                                          | Hinterzarten   | Rothaus-Schanze HS108       |           | Sarah Hendrickson                       | Sara Takanashi                          | Coline Mattel                               |
| 13.01.2013                                                                          | Hinterzarten   | Rothaus-Schanze HS108       |           | Sara Takanashi                          | Sarah Hendrickson                       | Jacqueline Seifriedsberger                  |
| 02.02.2013                                                                          | Sapporo        | Miyanomori-Schanze HS100    | 1         | Coline Mattel                           | Jacqueline Seifriedsberger              | Anette Sagen                                |
| 03.02.2013                                                                          | Sapporo        | Miyanomori-Schanze HS100    |           | Jacqueline Seifriedsberger              | Anette Sagen                            | Sarah Hendrickson                           |
| 09.02.2013                                                                          | Yamagata       | Zaō-Schanze HS100           |           | Wettkampf abgebrochen (starke Windböen) | Wettkampf abgebrochen (starke Windböen) | Wettkampf abgebrochen (starke Windböen)     |
| 10.02.2013                                                                          | Yamagata       | Zaō-Schanze HS100           | 2         | Sara Takanashi                          | Jacqueline Seifriedsberger              | Carina Vogt                                 |
| 10.02.2013                                                                          | Yamagata       | Zaō-Schanze HS100           |           | Sara Takanashi                          | Jacqueline Seifriedsberger              | Sarah Hendrickson                           |
| 16.02.2013                                                                          | Ljubno         | Logarska dolina HS95        |           | Sara Takanashi                          | Sarah Hendrickson                       | Coline Mattel                               |
| 17.02.2013                                                                          | Ljubno         | Logarska dolina HS95        |           | Sara Takanashi                          | Coline Mattel                           | Sarah Hendrickson                           |
| 20. Februar bis 3. März 2013 Nordische Skiweltmeisterschaften 2013 im Val di Fiemme |                |                             |           |                                         |                                         |                                             |
| 15.03.2013                                                                          | Trondheim      | Granåsen HS105              |           | Sarah Hendrickson                       | Sara Takanashi                          | Jacqueline Seifriedsberger                  |
| 17.03.2013                                                                          | Oslo           | Holmenkollbakken HS134      |           | Sarah Hendrickson                       | Sara Takanashi                          | Jacqueline Seifriedsberger                  |

### Einzelergebnisse
| Athletin                   | Norwegen | Russland | Russland | Osterreich | Deutschland | Deutschland | Deutschland | Deutschland | Japan | Japan | Japan | Japan | Slowenien | Slowenien | Norwegen | Norwegen |
| China                      | China    | China    | China    | China      | China       | China       | China       | China       | China | China | China | China | China     | China     | China    | China    |
| -------------------------- | -------- | -------- | -------- | ---------- | ----------- | ----------- | ----------- | ----------- | ----- | ----- | ----- | ----- | --------- | --------- | -------- | -------- |
| Chang Xinyue               | –        | –        | –        | –          | –           | –           | –           | –           | –     | –     | –     | –     | 32        | 40        | 37       | –        |
| Li Xueyao                  | –        | –        | –        | –          | –           | –           | –           | –           | –     | –     | –     | –     | 37        | 37        | 47       | –        |
| Liu Qi                     | –        | 44       | –        | 38         | –           | –           | –           | –           | –     | –     | –     | –     | 15        | 32        | 7        | –        |
| Deutschland                |          |          |          |            |             |             |             |             |       |       |       |       |           |           |          |          |
| Katharina Althaus          | 45       | 24       | 24       | 28         | 20          | 17          | 19          | DNS         | 9     | 19    | 17    | 18    | –         | –         | 19       | 24       |
| Melanie Faißt              | 38       | 29       | 33       | –          | 14          | 15          | 26          | 25          | 37    | 38    | 22    | 25    | 14        | 15        | 24       | 23       |
| Ulrike Gräßler             | 36       | 27       | 37       | 32         | 28          | 29          | 41          | 34          | –     | –     | 15    | 10    | –         | –         | 13       | –        |
| Anna Häfele                | –        | –        | –        | 23         | 45          | 39          | –           | –           | –     | –     | –     | –     | –         | –         | –        | –        |
| Lucienne Höppner           | –        | –        | –        | –          | 47          | 48          | –           | –           | –     | –     | –     | –     | –         | –         | –        | –        |
| Anna Rupprecht             | –        | –        | –        | –          | 48          | 47          | –           | –           | –     | –     | –     | –     | –         | –         | –        | –        |
| Juliane Seyfarth           | 23       | 24       | 34       | 43         | 40          | 46          | 28          | 31          | –     | –     | –     | –     | 27        | 31        | –        | –        |
| Ramona Straub              | –        | –        | –        | –          | 41          | 33          | 36          | 29          | 31    | 23    | 24    | 23    | 20        | 29        | –        | –        |
| Carina Vogt                | 4        | 8        | 5        | 10         | 8           | 12          | 9           | 9           | 20    | 9     | 3     | 4     | –         | –         | 10       | 6        |
| Svenja Würth               | 12       | 10       | 21       | 14         | 29          | 31          | –           | –           | –     | –     | –     | –     | –         | –         | 34       | –        |
| Finnland                   |          |          |          |            |             |             |             |             |       |       |       |       |           |           |          |          |
| Julia Kykkänen             | 22       | 20       | 17       | 22         | –           | –           | –           | –           | –     | –     | –     | –     | 36        | –         | 27       | –        |
| Jenny Rautionaho           | q        | –        | –        | –          | –           | –           | –           | –           | –     | –     | –     | –     | –         | –         | –        | –        |
| Frankreich                 |          |          |          |            |             |             |             |             |       |       |       |       |           |           |          |          |
| Julia Clair                | 35       | 40       | 41       | 49         | 41          | 24          | 24          | 39          | 13    | 26    | –     | –     | 21        | 17        | 15       | 22       |
| Léa Lemare                 | 41       | 33       | 26       | 20         | 24          | 13          | 20          | 20          | 26    | 31    | –     | –     | 10        | 12        | 31       | 27       |
| Coline Mattel              | 7        | 4        | 1        | 2          | 12          | 3           | 3           | 6           | 1     | 5     | –     | –     | 3         | 2         | 6        | 4        |
| Italien                    |          |          |          |            |             |             |             |             |       |       |       |       |           |           |          |          |
| Roberta D’Agostina         | 31       | 30       | 28       | 31         | 35          | 41          | 37          | 30          | 29    | 36    | –     | –     | 23        | 23        | 40       | –        |
| Lisa Demetz                | q        | –        | –        | –          | –           | –           | –           | –           | –     | –     | –     | –     | –         | –         | –        | –        |
| Veronica Gianmoena         | –        | –        | –        | –          | –           | –           | –           | –           | –     | –     | –     | –     | 40        | 39        | –        | –        |
| Evelyn Insam               | 5        | 6        | 32       | 17         | 2           | 7           | 7           | 5           | 17    | 13    | –     | –     | –         | –         | 8        | 20       |
| Manuela Malsiner           | –        | –        | –        | –          | q           | 52          | 33          | 32          | 39    | 34    | –     | –     | 34        | 25        | 35       | –        |
| Elena Runggaldier          | 14       | 16       | 27       | 25         | 21          | 35          | 23          | 21          | 5     | 12    | –     | –     | –         | –         | 12       | 5        |
| Japan                      |          |          |          |            |             |             |             |             |       |       |       |       |           |           |          |          |
| Yurika Hirayama            | 46       | 36       | 38       | 27         | 22          | 30          | –           | –           | 14    | 30    | 13    | 21    | 28        | 18        | 39       | 31       |
| Yūki Itō                   | 17       | 26       | 10       | 34         | 18          | 16          | 18          | 12          | 16    | 11    | 26    | 14    | 22        | 24        | 36       | 11       |
| Yoshiko Kasai              | 37       | 43       | 40       | 43         | –           | –           | –           | –           | 36    | –     | 30    | –     | –         | –         | –        | –        |
| Seiko Koasa                | –        | –        | –        | –          | 37          | 42          | 29          | 23          | 32    | 35    | 29    | –     | –         | –         | –        | –        |
| Aki Matsuhashi             | –        | –        | –        | –          | –           | –           | –           | –           | 30    | –     | 33    | –     | –         | –         | –        | –        |
| Misaki Shigeno             | –        | –        | –        | –          | –           | –           | –           | –           | 19    | 20    | 14    | 19    | 16        | 16        | 42       | 26       |
| Sara Takanashi             | 1        | 2        | 3        | 1          | 1           | 4           | 2           | 1           | 12    | 5     | 1     | 1     | 1         | 1         | 2        | 2        |
| Ayuka Takeda               | –        | –        | –        | –          | –           | –           | –           | –           | 22    | –     | 28    | 27    | –         | –         | –        | –        |
| Ayumi Watase               | 30       | 28       | 29       | 26         | 31          | 25          | 32          | 27          | 41    | 31    | 32    | 28    | 30        | 26        | –        | –        |
| Yurina Yamada              | 38       | 18       | 23       | 39         | 50          | –           | –           | –           | –     | –     | –     | –     | –         | –         | –        | –        |
| Kanada                     |          |          |          |            |             |             |             |             |       |       |       |       |           |           |          |          |
| Taylor Henrich             | 28       | 12       | 35       | q          | –           | –           | –           | –           | 35    | 17    | 27    | 24    | 33        | 20        | –        | –        |
| Alexandra Pretorius        | DSQ      | 31       | 15       | 40         | 37          | 22          | 10          | 15          | 25    | 27    | 25    | 29    | –         | 34        | 29       | 14       |
| Atsuko Tanaka              | 25       | 37       | 20       | 36         | 26          | 28          | 15          | 16          | 8     | 14    | 8     | 12    | –         | 10        | 23       | 12       |
| Niederlande                |          |          |          |            |             |             |             |             |       |       |       |       |           |           |          |          |
| Lara Thomae                | –        | –        | –        | 46         | 45          | 48          | 44          | 42          | –     | –     | –     | –     | –         | –         | –        | –        |
| Wendy Vuik                 | 19       | 22       | 30       | 21         | 34          | 37          | 34          | 24          | 15    | 28    | 21    | 20    | 24        | 27        | 38       | 30       |
| Norwegen                   |          |          |          |            |             |             |             |             |       |       |       |       |           |           |          |          |
| Gyda Enger                 | 43       | –        | –        | –          | –           | –           | 38          | 35          | –     | –     | –     | –     | 38        | 28        | 30       | 25       |
| Line Jahr                  | 16       | 14       | 18       | 18         | 9           | 6           | 17          | 18          | 6     | 21    | 12    | 9     | 7         | 10        | 15       | 17       |
| Maren Lundby               | 11       | 11       | 13       | 37         | 10          | 27          | –           | –           | 21    | 22    | –     | –     | –         | –         | 28       | 18       |
| Karoline Røstad            | –        | –        | –        | –          | –           | –           | –           | –           | –     | –     | –     | –     | –         | –         | 44       | –        |
| Anette Sagen               | 3        | 3        | 11       | 8          | 5           | 1           | 6           | 4           | 3     | 2     | –     | –     | –         | –         | 9        | 8        |
| Synne Steen Hansen         | q        | –        | –        | –          | –           | –           | –           | –           | –     | –     | –     | –     | –         | –         | 46       | –        |
| Österreich                 |          |          |          |            |             |             |             |             |       |       |       |       |           |           |          |          |
| Chiara Hölzl               | 47       | –        | –        | 33         | 30          | 40          | –           | –           | –     | –     | –     | –     | –         | –         | 26       | –        |
| Daniela Iraschko           | 6        | 4        | 1        | 3          | 3           | 2           | 31          | DNS         | –     | –     | –     | –     | –         | –         | –        | –        |
| Katharina Keil             | 42       | 38       | 43       | 47         | q           | 50          | –           | –           | –     | –     | –     | –     | –         | –         | –        | –        |
| Cornelia Roider            | q        | –        | –        | q          | q           | 51          | –           | –           | –     | –     | –     | –     | –         | –         | –        | –        |
| Sonja Schoitsch            | 33       | 32       | 25       | 35         | 36          | 36          | –           | –           | –     | –     | –     | –     | –         | –         | –        | –        |
| Jacqueline Seifriedsberger | 9        | 7        | 4        | 6          | 3           | 8           | 4           | 3           | 2     | 1     | 2     | 2     | –         | –         | 3        | 3        |
| Rumänien                   |          |          |          |            |             |             |             |             |       |       |       |       |           |           |          |          |
| Daniela Haralambie         | 49       | 45       | 42       | 41         | –           | –           | –           | –           | –     | –     | –     | –     | –         | –         | 45       | –        |
| Russland                   |          |          |          |            |             |             |             |             |       |       |       |       |           |           |          |          |
| Irina Awwakumowa           | 29       | 21       | 36       | 30         | 33          | 32          | 35          | 36          | 38    | 24    | 31    | 26    | 29        | 30        | 32       | –        |
| Anastassija Gladyschewa    | 32       | 41       | 38       | DSQ        | 49          | 43          | 39          | 37          | 40    | 33    | 23    | 22    | 25        | 36        | 33       | –        |
| Anastassija Weschtschikowa | –        | 46       | 44       | –          | –           | –           | –           | –           | –     | –     | –     | –     | –         | –         | –        | –        |
| Schweiz                    |          |          |          |            |             |             |             |             |       |       |       |       |           |           |          |          |
| Bigna Windmüller           | 27       | 33       | 31       | 42         | 37          | 19          | 25          | 19          | 24    | 37    | 19    | 30    | 35        | 20        | 25       | –        |
| Sabrina Windmüller         | 48       | –        | –        | q          | 43          | 37          | 40          | 38          | –     | –     | –     | –     | 31        | 35        | –        | –        |
| Slowenien                  |          |          |          |            |             |             |             |             |       |       |       |       |           |           |          |          |
| Urša Bogataj               | 18       | 15       | 16       | 15         | 27          | 10          | 8           | 13          | 27    | 7     | 11    | 5     | 9         | 9         | 18       | 15       |
| Barbara Klinec             | –        | –        | –        | –          | –           | –           | –           | –           | –     | –     | –     | –     | 20        | –         | –        | –        |
| Eva Logar                  | 20       | 17       | 12       | 24         | 19          | 21          | 27          | 26          | 4     | 18    | 8     | 15    | 11        | 13        | 11       | 13       |
| Manja Pograjc              | –        | –        | –        | –          | –           | –           | –           | –           | –     | –     | –     | –     | 41        | 41        | –        | –        |
| Katja Požun                | 10       | 9        | DSQ      | 16         | 6           | 9           | 5           | 8           | 10    | 10    | 10    | 7     | 5         | 4         | 5        | 9        |
| Špela Rogelj               | 21       | 13       | 14       | 19         | 16          | 11          | 13          | 7           | 22    | 4     | 6     | 17    | 4         | 6         | 17       | 16       |
| Anja Tepeš                 | 25       | 39       | 8        | 9          | 23          | 20          | 16          | 17          | 18    | 25    | 16    | 13    | 17        | 8         | 20       | 29       |
| Maja Vtič                  | 14       | 19       | 22       | 13         | 7           | 18          | 14          | 14          | 33    | 16    | 18    | 11    | 26        | 11        | 22       | 21       |
| Tschechien                 |          |          |          |            |             |             |             |             |       |       |       |       |           |           |          |          |
| Barbora Blažková           | –        | –        | –        | –          | –           | 53          | –           | –           | –     | –     | –     | –     | –         | –         | –        | –        |
| Michaela Doleželová        | 33       | –        | –        | 28         | 17          | 25          | 30          | 33          | –     | –     | –     | –     | 18        | 33        | 43       |          |
| Karolína Indráčková        | –        | –        | –        | q          | –           | –           | –           | –           | –     | –     | –     | –     | –         | –         | –        | –        |
| Vladěna Pustková           | q        | –        | –        | 48         | –           | –           | 42          | 41          | –     | –     | –     | –     | 39        | 38        | –        | –        |
| Michaela Rajnochová        | –        | –        | –        | q          | q           | 54          | –           | –           | –     | –     | –     | –     | –         | –         | –        | –        |
| Vereinigte Staaten         |          |          |          |            |             |             |             |             |       |       |       |       |           |           |          |          |
| Sarah Hendrickson          | 2        | 1        | 7        | 7          | 11          | 5           | 1           | 2           | 7     | 3     | 4     | 3     | 2         | 3         | 1        | 1        |
| Abby Hughes                | 24       | 23       | 9        | 11         | 25          | 23          | 22          | 22          | 34    | 29    | 20    | 16    | 13        | 22        | 41       | 28       |
| Jessica Jerome             | 13       | 35       | 19       | 5          | 13          | 44          | 12          | 11          | 10    | 15    | 5     | 6     | 6         | 7         | 4        | 10       |
| Alissa Johnson             | 40       | –        | –        | 12         | 32          | 34          | 21          | 28          | –     | –     | –     | –     | 12        | 19        | 14       | 19       |
| Nina Lussi                 | 44       | –        | –        | 45         | 44          | 45          | 43          | 40          | –     | –     | –     | –     | –         | –         | –        | –        |
| Lindsey Van                | 8        | 42       | 6        | 4          | 15          | 14          | 11          | 10          | 28    | 8     | 7     | 8     | 8         | 5         | 21       | 7        |

Legende
| Erster Platz Zweiter Platz Dritter Platz Plätze 4 bis 30 (Weltcuppunkte) | keine Weltcuppunkte in der Qualifikation gescheitert disqualifiziert |

### Wertungen
| Rang | Name                       | Punkte |
| ---- | -------------------------- | ------ |
| 01.  | Sara Takanashi             | 1297   |
| 02.  | Sarah Hendrickson          | 1047   |
| 03.  | Coline Mattel              | 0823   |
| 04.  | Jacqueline Seifriedsberger | 0817   |
| 05.  | Anette Sagen               | 0612   |
| 06.  | Katja Požun                | 0499   |
| 07.  | Carina Vogt                | 0481   |
| 08.  | Lindsey Van                | 0432   |
| 09.  | Jessica Jerome             | 0422   |
| 10.  | Daniela Iraschko           | 0390   |
| 11.  | Špela Rogelj               | 0387   |
| 12.  | Evelyn Insam               | 0373   |
| 13.  | Line Jahr                  | 0348   |
| 14.  | Urša Bogataj               | 0338   |
| 15.  | Eva Logar                  | 0284   |
| 16.  | Maja Vtič                  | 0244   |
| 17.  | Anja Tepeš                 | 0228   |
| 18.  | Yūki Itō                   | 0210   |
| 19.  | Atsuko Tanaka              | 0208   |

| Rang | Name                | Punkte |
| ---- | ------------------- | ------ |
| 20.  | Elena Runggaldier   | 0205   |
| 21.  | Abby Hughes         | 0160   |
| 22.  | Katharina Althaus   | 0141   |
| 23.  | Maren Lundby        | 0133   |
| 24.  | Léa Lemare          | 0122   |
| 25.  | Melanie Faißt       | 0111   |
| 26.  | Alexandra Pretorius | 0105   |
| 27.  | Alissa Johnson      | 0099   |
| 28.  | Wendy Vuik          | 0091   |
| 29.  | Julia Clair         | 0088   |
|      | Misaki Shigeno      | 0088   |
| 31.  | Yurika Hirayama     | 0079   |
| 32.  | Svenja Würth        | 0078   |
| 33.  | Ulrike Gräßler      | 0071   |
|      | Bigna Windmüller    | 0071   |
| 35.  | Taylor Henrich      | 0061   |
| 36.  | Liu Qi              | 0052   |
| 37.  | Julia Kykkänen      | 0047   |

| Rang | Name                    | Punkte |
| ---- | ----------------------- | ------ |
| 38.  | Ramona Straub           | 0040   |
| 39.  | Michaela Doleželová     | 0037   |
| 40.  | Ayumi Watase            | 0030   |
| 41.  | Irina Awwakumowa        | 0028   |
| 42.  | Anastassija Gladyschewa | 0023   |
|      | Roberta D’Agostina      | 0023   |
| 44.  | Juliane Seyfarth        | 0022   |
| 45.  | Yurina Yamada           | 0021   |
| 46.  | Ayuka Takeda            | 0016   |
| 47.  | Seiko Koasa             | 0012   |
| 48.  | Barbara Klinec          | 0011   |
| 49.  | Gyda Enger              | 0010   |
| 50.  | Anna Häfele             | 0008   |
| 51.  | Sonja Schoitsch         | 0006   |
|      | Manuela Malsiner        | 0006   |
|      | Chiara Hölzl            | 0006   |
| 54.  | Aki Matsuhashi          | 0001   |
|      | Yoshiko Kasai           | 0001   |

| Rang | Land                | Punkte |
| ---- | ------------------- | ------ |
| 01.  | Vereinigte Staaten  | 2260   |
| 02.  | Slowenien           | 2041   |
| 03.  | Japan               | 1930   |
| 04.  | Norwegen            | 1303   |
| 05.  | Österreich          | 1219   |
| 06.  | Deutschland         | 1077   |
| 07.  | Frankreich          | 1033   |
| 08.  | Italien             | 0757   |
| 09.  | Kanada              | 0374   |
| 10.  | Tschechien          | 0112   |
| 11.  | Schweiz             | 0096   |
| 12.  | Niederlande         | 0091   |
| 13.  | Volksrepublik China | 0052   |
| 14.  | Russland            | 0051   |
| 15.  | Finnland            | 0047   |

## Mixed-Team-Wettkampf
| Datum      | Austragungsort | Schanze              | Bemerkung | Sieger                                                    | Zweiter                                                | Dritter                                                                  |
| ---------- | -------------- | -------------------- | --------- | --------------------------------------------------------- | ------------------------------------------------------ | ------------------------------------------------------------------------ |
| 23.11.2012 | Lillehammer    | Lysgårdsbakken HS100 |           | NorwegenMaren Lundby Tom Hilde Anette Sagen Anders Bardal | JapanYūki Itō Yūta Watase Sara Takanashi Taku Takeuchi | ItalienElena Runggaldier Andrea Morassi Evelyn Insam Sebastian Colloredo |